# Ферінген (Баварія)
Ферінген (нім. Vöhringen) — місто в Німеччині, знаходиться в землі Баварія. Підпорядковується адміністративному округу Швабія. Входить до складу району Ной-Ульм.
Площа — 23,63 км2. Населення становить 13 780 ос. (станом на 31 грудня 2020).